# Michał Nadel
Michał Nadel, pierwotnie Mojsze Nadel (ur. 15 lipca 1918 we Lwowie, zm. 1 września 2014 w Łodzi) – polski działacz społeczności żydowskiej, adwokat, oficer Wojska Polskiego, w latach 1995-2003 przewodniczący Gminy Wyznaniowej Żydowskiej w Łodzi.

## Życiorys
Urodził się we Lwowie w rodzinie żydowskiej, jako syn Abrahama Aleksandra Nadela (1890-1943) i Sylwii Celiny z domu Hamer (1895-1943). Był najstarszy z siódemki rodzeństwa.
Był wieloletnim członkiem Zarządu Związku Gmin Wyznaniowych Żydowskich w RP, jako doradca prawny Przewodniczącego ZGWŻ – dr Pawła Wildsteina brał udział w pracach nad Ustawą o stosunku Państwa do gmin wyznaniowych żydowskich w Polsce z 1997 r. Od 1995 pastował obowiązki przewodniczącego Gminy Wyznaniowej Żydowskiej w Łodzi, a po zastąpieniu na tej funkcji przez Symchę Kellera został wiceprzewodniczącym Gminy Wyznaniowej Żydowskiej w Łodzi. Był wieloletnim opiekunem Nowego cmentarza żydowskiego w Łodzi, gdzie został pochowany po śmierci.

## Wybrane odznaczenia[4]
- Krzyż Walecznych
- Krzyż Kawalerski Orderu Odrodzenia Polski
- Krzyż Oficerski Orderu Odrodzenia Polski